# Rogeria procera
Rogeria procera é uma espécie de formiga do gênero Rogeria, pertencente à subfamília Myrmicinae.